# Amigos (álbum de Paul Anka)
Amigos (1996) é um álbum musical de duetos com versões em espanhol para músicas de Paul Anka, contando com participações de Ricky Martin, Celine Dion e Julio Iglesias. O próprio Paul Anka cuidou da Produção Executiva. Foi lançado em 1996 pela Sony Music Entertainment Mexico S. A.

## Faixas
1. Diana, dueto com Ricky Martin
2. Yo te amo (Do I love you), dueto com Barry Gibb
3. Tú eres mi destino (You are my destiny), dueto com Lucero
4. El Hombre en el Espejo (Face in the Mirror), dueto con Mijares
5. Mejor Decir Adios (It's Hard to Say Goodbye), dueto com Celine Dion
6. Tu Cabeza en Mi Hombro (Put your head on my shoulder), dueto com Myriam Hernandez
7. Mi Pueblo (My Home Town), dueto com Juan Gabriel
8. Déjame Conocerte (Let Me Get to Know You), dueto com José José
9. Yo No Duermo Sin Tu Amor (I Don't Like to Sleep Alone), dueto com Alejandro Lerner
10. Ella Es Una Dama (She's a Lady), dueto com Tom Jones
11. A Mi Manera (My Way), dueto com Julio Iglesias